# Hyperolius papyri
Hyperolius papyri es una especie de anfibio anuro de la familia Hyperoliidae.

## Distribución geográfica
Esta especie es endémica de Sudán del Sur. Se encuentra en la cuenca del Nilo Blanco. Su presencia es incierta en Etiopía.

## Descripción
El holotipo macho rediseñado por Dehling en 2015 mide 13 mm.

## Publicación original
- Werner, 1908 "1907": Ergebnisse der mit Subvention aus der Erbschaft Treitl unternommenen zoologischen Forschungsreise Dr. Franz Werners nach dem agyptischen Sudan und Nord-Uganda. XII. Die Reptilien und Amphibien. Sitzungsberichte der Kaiserlichen Akademie der Wissenschaften, Mathematisch-Naturwissenschaftliche, vol. 116, p. 1823-1926.[2]